# Donald Pandiangan
Donald Djatunas Pandiangan (* 12. Dezember 1945 in Sidikalang, Sumatra Utara; † 20. August 2008 in Jakarta) war ein indonesischer Bogenschütze, Olympiateilnehmer und Trainer in dieser Sportart.
Pandiangan nahm an den Olympischen Spielen 1976 in Montréal teil und belegte den 19. Platz. Bei den Olympischen Spielen 1984 in Los Angeles wurde er 43. Er gewann außerdem vier Mal bei den Südostasienspielen.
Ab 1987 war Pandiangan als Trainer tätig. Bei den Olympischen Spielen 1988 in Seoul errang das von ihm trainierte indonesische Team die Silbermedaille im Bogenschießen.
2008 starb er an den Folgen eines Schlaganfalls.